# プロファイル (認知言語学)
プロファイル（profile/profiling）は、認知言語学（特にLangackerの認知文法）の用語である。ある認知の領域において特定の部分、またはそれが際だっていることである。
言語表現の意味は、その基盤として、言語形式が概念内容の特定の領域（認知ドメイン）を選択するところから始まる。それを概念のベースと呼ぶ。ベースとは、複合的なドメイン（Domain matrix）の特定の（活性化した）ドメインを取り出したもので、最大スコープ（Maximal Scope）または直接スコープ（Immediate Scope）に対応する。そして、そのドメインの中で、直接的な注意を向けたある特定の領域内の部分構造（substructure）をプロファイルと呼ぶ。（Langacker 2008: 66）
たとえば、「肘」という概念を考えてみる。肘という概念を考えるに当たっては、まず体の一部分であることから、人間の体（最大スコープ）の中でも、「腕」にスコープを当てる必要がある（直接スコープ）。そしてその「腕」という直接スコープの中で、ある「肘」という部分構造を取り出す行為が「プロファイル」である。スコープが当たっているの区域の中で、特定の注意が当てられた部分をプロファイルということもできる。Langackerの認知図式（ダイアグラム）ではプロファイルがなされている対象は太線で表記がなされる。
このベースとプロファイルの関係は、ゲシュタルト心理学の「図」と「地」にあたる。